# Michal Klasa
Michal Klasa (* 19. prosince 1953 Praha) je český cyklista, reprezentant bývalého Československa, v jehož dresu vybojoval spolu s Alipi Kostadinovem, Jiřím Škodou a Vlastiborem Konečným bronzovou medaili v silničním závodě mužstev na olympijských hrách v Moskvě v roce 1980. Kromě toho se zúčastnil i předchozích olympijských her v Montrealu v roce 1976, kde obsadil v dráhové cyklistice ve stíhacím závodě družstev na 4000 metrů sedmé místo a ve stíhacím závodě jednotlivců na 4000 metrů osmé místo.

## Sportovní výsledky
Je jediným českým cyklistou, který startoval na olympiádě jako dráhař i jako silničář. Začínal v týmu Lokomotiva Přerov, od roku 1972 byl členem Dukly Brno jako silničář, po těžkém pádu na závodě Olympic Tour v Holandsku v roce 1973, kde utrpěl komplikovanou zlomeninu nohy, se stal dráhařem. Byl členem stíhačského kvarteta, které získalo bronzové medaile na MS 1974. Po olympiádě 1976, kde skončil bez medaile, přesedlal zpátky na silnici. Účastnil se šesti ročníků Závodu míru. V roce 1978 vyhrál dvě etapy a sedmkrát stál na stupních vítězů, jel v bílém trikotu pro nejlepšího jezdce v bodovací soutěži, ale přišel o něj kvůli pádu v závěrečné etapě. V roce 1979 vyhrál druhou i třetí etapu a oblékl žlutý trikot vedoucího závodníka, v následující etapě měl ale pád při prudkém sjezdu a ztratil přes osm minut. V roce 1981 vyhrál prolog, žlutý trikot však ztratil po druhé etapě, kdy naši jezdci nezachytili útěk trojice sovětských reprezentantů.
Díky spurtérským schopnostem si připsal řadu etapových vítězství na významných závodech Tour de l'Avenir, Kolem Polska a Milk Race, celkové prvenství získal na závodě Lidice 1979 a na Circuit des Ardennes 1981. V roce 1975 vyhrál jednorázový závod Praha – Karlovy Vary – Praha.
Na mistrovství světa v silniční cyklistice získal v časovce družstev na 100 km třetí místo na domácí půdě v roce 1981 a druhé místo v roce 1985 v italském Trevisu. V této disciplíně také skončil třetí na závodech Družba 84, které byly náhradou za olympiádu v Los Angeles. Nejlepším jeho individuálním umístěním na MS bylo 17. místo v roce 1986 a 24. místo v roce 1977. Na olympiádě v Moskvě se v individuálním závodě připletl do hromadného pádu brzy po startu a kvůli zlomenině v oblasti dlaně ze závodu odstoupil.

### Celková umístění na Závodě míru
- 1977 – 10. místo
- 1978 – 24. místo
- 1979 – 17. místo
- 1981 – 10. místo
- 1982 – 19. místo
- 1985 – 18. místo